# ライヴ・アット・フィルモア・ウェスト
『ライヴ・アット・フィルモア・ウェスト』（Live at Fillmore West）は、アメリカ合衆国のサクソフォーン奏者、キング・カーティスが1971年に録音・発表したライブ・アルバム。カーティスが殺害される少し前にリリースされており、結果的に遺作となった。

## 背景
1971年3月、カーティスは自身のバンドであるザ・キングピンズを率いて、アレサ・フランクリンのフィルモア・ウェスト公演におけるオープニングアクトと、フランクリンのライブ本編におけるバック・バンドを兼任した。本作に収録された演奏のうち「ミスター・ボージャングル」と「涙をとどけて」は3月5日、「胸いっぱいの愛を」と「アイ・スタンド・アキューズド」は3月6日、それ以外は3月7日の録音である。なお、3月5日の公演では、ビリー・プレストンをフィーチャーした「マイ・スウィート・ロード」（ジョージ・ハリスンのカヴァー）も演奏されており、この曲はオリジナル盤未収録だが、再発CDではボーナス・トラックとして収録された。
レッド・ツェッペリンのカヴァー「胸いっぱいの愛を」は、本作の録音に先がけて1970年にスタジオ録音によるシングルがリリースされており、1971年2月20日付のBillboard Hot 100で最高64位、同年2月27日付の『ビルボード』のR&Bシングル・チャートで最高43位を記録した。

## 反響・評価
アメリカの総合アルバム・チャートBillboard 200では、カーティスの没後の1971年10月2日に54位を記録し、自身唯一の全米トップ100アルバムとなった。また、『ビルボード』のR&Bアルバム・チャートでは、1971年9月25日付のチャートで自身最高の9位を記録した。
ジム・スミスはオールミュージックにおいて5点満点中4.5点を付け「カーティスは時折混乱しているが、そんなことはどうでも良く、ここまで優れた音楽が生み出されているのだから、聴いていてもそれに気づかないだろう」と評している。

## 収録曲

### Side 1
1. メンフィス・ソウル・ステュー - "Memphis Soul Stew" (Curtis Ousley) - 7:36
2. 青い影 - "A Whiter Shade of Pale" (Gary Brooker, Keith Reid) - 5:19
3. 胸いっぱいの愛を - "Whole Lotta Love" (Robert Plant, Jimmy Page, John Paul Jones, John Bonham) - 2:32
4. アイ・スタンド・アキューズド - "I Stand Accused" (Jerry Butler) - 6:02

### Side 2
1. チェンジズ - "Them Changes" (Buddy Miles) - 7:07
2. ビリー・ジョーの歌 - "Ode to Billie Joe" (Bobbie Gentry) - 3:23
3. ミスター・ボージャングル - "Mr. Bojangles" (Jerry Jeff Walker) - 4:29
4. 涙をとどけて - "Signed, Sealed, Delivered I'm Yours" (Lee Garrett, Lula Mae Hardaway, Stevie Wonder, Syreeta Wright) - 2:37
5. ソウル・セレネイド - "Soul Serenade" (Luther Dixon, C. Ousley) - 5:36

### 2006年再発CDボーナス・トラック
1. "My Sweet Lord" (George Harrison) - 2:30
2. "Them Changes (alternate take)" (B. Miles) - 5:36
3. "Ode to Billie Joe (alternate take)" (B. Gentry) - 4:27
4. "Soul Serenade (alternate take)" (L. Dixon, C. Ousley) - 4:51
5. "Memphis Soul Stew (alternate take)" (C. Ousley) - 7:15

## 参加ミュージシャン
- キング・カーティス - テナー・サクソフォーン、アルト・サクソフォーン、ソプラノ・サクソフォーン、アレンジ
- ビリー・プレストン - ハモンドオルガン
- ザ・キングピンズ
  - トゥルーマン・トーマス - エレクトリックピアノ
  - コーネル・デュプリー - ギター
  - ジェリー・ジェモット - ベース
  - バーナード・パーディ - ドラムス
  - パンチョ・モラレス - パーカッション
- ザ・メンフィス・ホーンズ
  - アンドリュー・ラヴ - テナー・サクソフォーン
  - ルー・コリンズ - テナー・サクソフォーン
  - ジミー・ミッチェル - バリトン・サクソフォーン
  - ウェイン・ジャクソン - トランペット
  - ロジャー・ホップス - トランペット
  - ジャック・ヘイル - トロンボーン